# Pachybrachis morosus
Pachybrachis morosus är en skalbaggsart som beskrevs av Samuel Stehman Haldeman 1849. Pachybrachis morosus ingår i släktet Pachybrachis och familjen bladbaggar. Inga underarter finns listade i Catalogue of Life.